# Jorge Siviero
Jorge Luis Siviero Vlahussich (* 13. Mai 1952 in Montevideo) ist ein ehemaliger uruguayischer Fußballspieler und späterer -trainer. Der Stürmer wurde sowohl in Uruguay als auch in Chile Erstliga-Torschützenkönig.

## Karriere

### Vereinskarriere
Jorge Siviero spielte in der Jugend des Racing Club de Montevideo und feierte dort 1969 sein Profidebüt. Nach Stationen bei CA Cerro und den CA Rentistas versuchte Siviero seinen Durchbruch in Mexiko erst bei Atlético Potosino, dann bei CD Coyotes Neza zu erreichen. Zurück in Uruguay spielte er für Sud América und wurde Torschützenkönig der Primera División 1980. Daraufhin verpflichtete der Copa-Libertadores-Teilnehmer aus Chile CD Cobreloa den uruguayischen Stürmer, der seinen Landsmann Nelson Pedetti ersetzen sollte. Mit dem Klub aus dem Norden Chiles gelang Siviero zweimal unter Trainer Vicente Cantatore der Einzug in das Finale der Copa Libertadores: 1981 verlor Cobreloa gegen Flamengo Rio de Janeiro im Entscheidungsspiel, 1982 entschied Peñarol Montevideo aus Sivieros Heimatstadt die beiden Duelle in Summe für sich. 1982 wurde Siviero Torschützenkönig der chilenischen Primera División. Nach vier Jahren bei Cobreloa wechselte er zu San Marcos de Arica, kehrte aber nach einem Jahr wieder zurück nach Calama, wo er Spielertrainer wurde und nach dem Jahr seine aktive Karriere beendete.

### Nationalmannschaftskarriere
Für Uruguay wurde Siviero 1980 von Trainer Roque Máspoli für das Turnier der bisherigen Weltmeister (Mundialito) nominiert. Uruguay gewann das Turnier auf heimischem Boden im Finale gegen Brasilien, jedoch kam Siviero nicht zum Einsatz. Sein einziges Länderspiel absolvierte er im Dezember 1980 gegen Finnland, als er für Waldemar Victorino in der 63. Spielminute eingewechselt wurde und beim 6:0-Erfolg im Freundschaftsspiel einen Treffer beisteuerte.

### Trainerkarriere
Jorge Siviero begann 1986 als Spielertrainer beim CD Cobreloa und holte die Copa Polla Gol. Danach beendete er seine Karriere als Spieler und erreichte mit dem Klub das Halbfinale der Copa Libertadores 1987. 1990 ging er zu Deportes Antofagasta, gewann die Apertura 1990 der Segunda División und wechselte zu den Rangers de Talca, mit denen er den Aufstieg in der Relegationsliguilla hinter Antofagasta knapp verpasste. 1991 dirigierte der Uruguayer Deportes Concepción, das sich für die Copa Libertadores 1991 qualifiziert hatte. Dort überstand der Klub die Gruppenphase, scheiterte jedoch im Achtelfinale an América de Cali.
1992 betreute er das Team von Coquimbo Unido und ab 1994 die Santiago Wanderers. Dort führte Siviero vier Jahre Regie und gewann die Primera-B-Meisterschaft 1995, was den Aufstieg in die 1996 bedeutete. Ab 1999 trainierte der Léon (dt.: Löwe), wie sein Spitzname lautet, Everton. Nach erneuten Stationen bei den Wanderers und Everton wechselte Siviero an die Seitenlinie von Unión La Calera. 2004 und 2005 betreute Siviero die venezolanischen Klubs UA Maracaibo und CD Italmaracaibo. Bei seiner letzten Trainerstation 2007 bei Deportes Puerto Montt sollte er den Abstieg des Klubs verhindern. Er konnte mit dem Team deutlich bessere Ergebnisse als in der Apertura zuvor erzielen, jedoch war der Rückstand auf den Nichtabstiegsplatz zu groß, so dass der Verein in die Relegation und dort Santiago Morning den Vortritt lassen musste.

## Erfolge

### Spieler
CD Cobreloa
- Chilenischer Meister: 1982
- Chilenischer Pokalsieger: 1982, 1986
- Copa-Libertadores-Finalist: 1981, 1982

Uruguay
- Sieger des Mundialito: 1980

### Trainer
CD Cobreloa
- Chilenischer Pokalsieger: 1986

Deportes Antofagasta
- Meister der Segunda División: 1990-A

Santiago Wanderers
- Meister der Segunda División: 1995

## Individuelle Auszeichnungen
- Torschützenkönig der Primera División (Uruguay): 1980
- Torschützenkönig der Primera División (Chile): 1982